# Calliergonella conardii
Calliergonella conardii là một loài Rêu trong họ Hypnaceae. Loài này được E. Lawton mô tả khoa học đầu tiên năm 1971.